# 泉城通
泉城通是济南市内的全国交通一卡通发卡品牌，泉城通卡自2019年3月开始发行。
泉城通卡由济南公交集团与济南轨道交通集团联合发行，为济南公交集团与济南地铁联合发行的两款交通卡之一，此卡可在济南市市域范围内和支持使用异地全国交通一卡通卡的城市使用。

## 历史
2019年3月，济南公交集团正式宣布发布泉城通交通联合卡，此卡可用于乘坐济南公交集团所属线路（除K301、K302路），享受济南公交集团普通IC卡优惠政策。
2019年4月，济南地铁正式开通并正式对外发行开启互联互通模块的泉城通卡。
2020年9月21日，在山东省交通运输厅指导下，济南、淄博、泰安、聊城、德州、滨州、东营7市公交企业联合发行山东省省会都市圈互联互通卡。此卡可在山东省省会都市圈城市内使用并享受当地公共交通优惠，并可在全国327个支持使用异地交通联合卡城市的公共交通工具上使用。
2020年12月至2021年4月，济南市内各公交运营主体正式宣布支持使用泉城通卡（包括省会都市圈·济南、NFC泉城通卡）、山东省省会都市圈互联互通卡和全国交通一卡通互联互通卡刷卡乘车。
2021年4月28日，泉城通正式上线Huawei Pay。此卡享受同实体泉城通卡优惠，并享受山东省省会都市圈城市公共交通优惠。
2021年7月13日，泉城通正式上线Apple Pay。

## 使用范围

### 济南市
泉城通卡可在济南公交集团（包括K301、K302联合运营线路中配属济南公交集团的车辆）、济南好运公交、济南商丘公交、平阴公交、济莱公交、济南莱芜公交、济南长运公交、济阳舜达公交所属线路上使用，不可在山商交运公交所属线路使用。
泉城通卡可在济南地铁所属线路刷卡使用。

#### 优惠政策
泉城通卡在济南市内的公交线路运营商上使用时，可享受9折优惠。
泉城通卡在济南公交集团所属线路（不含K301、K302联合运营线路）上使用时，在2小时内刷卡换乘另一线路可享受换乘优惠。高票价线路换乘低票价线路时，享受免费乘车待遇。低票价线路换乘高票价线路时，扣除票款差额。
泉城通卡在济南地铁所属线路使用时，享受8折优惠。

### 省会都市圈
泉城通卡（包括省会都市圈·济南、NFC泉城通卡）在济南、淄博、泰安、聊城、德州、滨州、东营7市的公共交通工具使用时，享受同本地交通卡相同公共交通优惠政策。具体优惠见下表。
| 地区 | 应用领域 | 优惠政策    | 备注                                                         |
| ---- | -------- | ----------- | ------------------------------------------------------------ |
| 济南 | 公交     | 9折         | 部分公交运营企业不给予除泉城通卡外的省会都市圈互联互通卡优惠 |
| 济南 | 公交     | 换乘优惠    | 仅限济南公交集团所属线路（除K301、K302联合运营线路）         |
| 济南 | 轨道交通 | 8折         |                                                              |
| 淄博 | 公交     | 6折-9折不等 |                                                              |
| 泰安 | 公交     | 8折         |                                                              |
| 聊城 | 公交     | 8折         |                                                              |
| 聊城 | 公交     | 换乘优惠    | 1小时内换乘可享受免费乘车待遇                                |
| 德州 | 公交     | 8折         |                                                              |
| 滨州 | 公交     | 9折         |                                                              |
| 东营 | 公交     | 无          | 等待本地公交公司适配                                         |

### 全国
泉城通卡使用交通部《城市公共交通IC卡技术规范 JT/T 978》制卡并发行，可在全国327个地级以上城市（含5个示范区）内刷卡使用，优惠政策由各地交通部门决定。

## 外部連結
- 济南公交集团泉城通IC卡介绍专栏 （页面存档备份，存于）